# Kol·lam

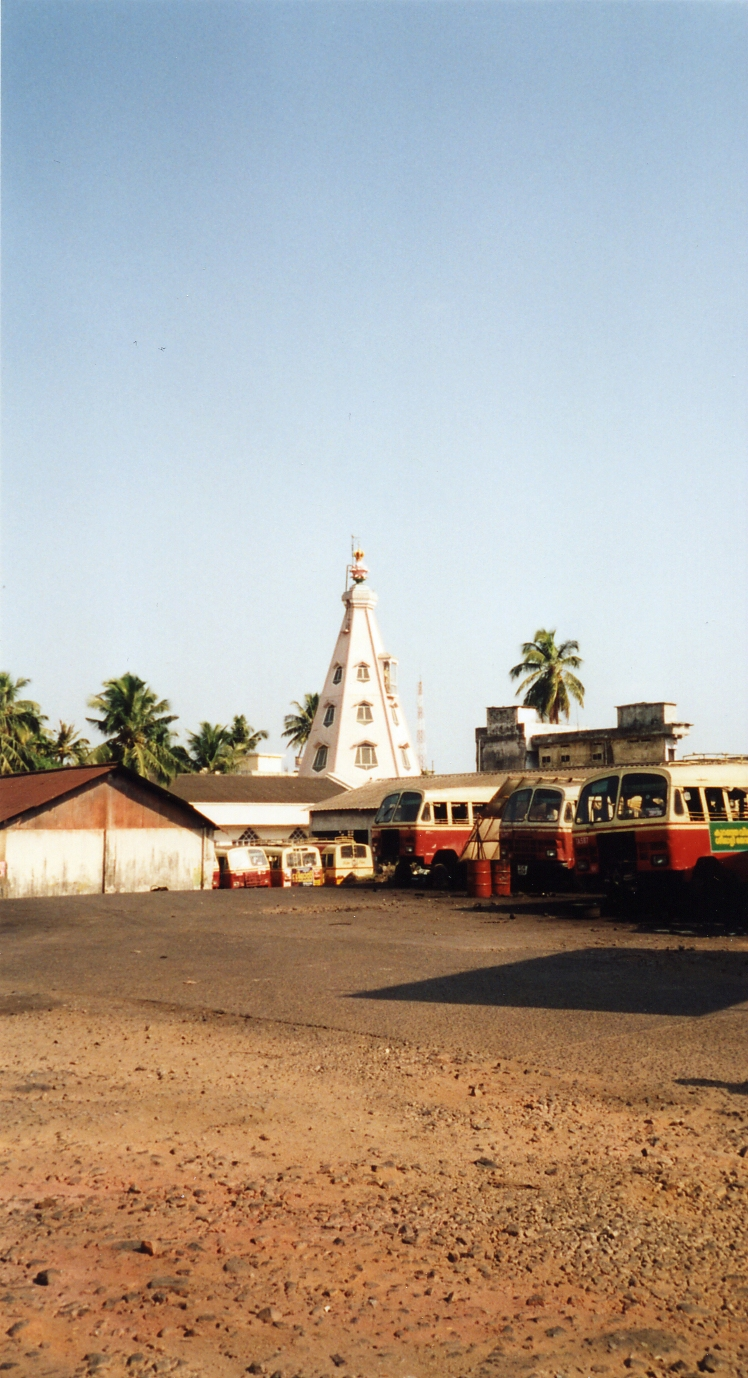
Estació d'autobusos

Kol·lam (Malayalam: കൊല്ലം) coneguda durant el domini britànic amb el nom anglès de Quilon (pronunciat koy-lon) i, encara abans, durant el domini portuguès sota el nom de Coulão, és una ciutat i corporació municipal de Kerala, capital del districte de Kol·lam. La seva població segon el cens del 2001 era de 361.441 habitants; el 1901 la població era de 15.691 persones. Disposa de diversos temples, mesquites i esglésies cristianes, i de tota mena d'edificis administratius i de serveis.

## Història
Ja existia al segle I aC i l'esmenta Plini el Vell (23-79) que assenyala vaixells romans ancorats al seu port, i el "Periple de la mar Eritrea" (Peryplus). El seu nom aleshores era Tarsish i compartia fama com a port de la costa de Malabar amb Kodungallur (llatí Muziris) que regien els reis cheres. El Periplus esmenta també Nelcynda (que seria Tarsish), Bacare (Purakkad) i Belita, tots als sud de Muziris. Cosmes Indicòpleustes, que va visitar la costa Malabar el 522, esmenta cristian siríacs a la ciutat i parla també de l'illa de Tabropane (Ceilan) com llocs amb presència cristiana. El patriarca nestorià Jesujabus d'Adiabene, mort el 660, esmenta la ciutat en la seva carta a Simó, el metropolità de Pèrsia, com el punt més al sud del cristianisme.
El 825 el monjo nestorià Mar Abo (Mar Sabor) fou convidat pel rei local Kulshekara Ayan Adikal i va arribar a la zona junt amb Mar Peroz que després fou el fundador del bisbat de Kodungallur (Muziris). Mar Abo va viure els seus darrers anys a Thevalakara on fou enterrat que probablement era la mateixa Kollam. El rei Stanu Ravi Gupta de Kollam va fer diverses donacions a Mar Abo vers 825.
L'era malayalam comença després de 825. La ciutat apreix amb el nom de Kolla Varsham després deformat a Kollam; es va fer independent dels perumals de Txera i les esglésies es van establir allí. Els àrabs l'anomenaven Kaulam Mall; el mercader persa Sulayman de Siraz l'esmenta i destaca la presència de vaixells xinesos. Llavors els reis de la zona s'anomenaven reis de Desinganadu i mantenien intenses relacions amb Xina. Els arxius de la dinastia Tang (618 a 913) assenyalen que la ciutat era el seu principal port comercial i que el seu nom xinès era Mahlai. El trafic va disminuir vers el 900 i es diu que la ciutat va ser refundada el 1019. El comerç xinès es va recuperar al segle xiii; en aquest segle (1293) la va visitar Marco Polo quan tornava a Venècia des de la Xina i va descriure Kollam com un gran port comercial, amb notable presència xinesa fins al punt que el centre de la ciutat s'anomenava Chinakada o Chinnakada; hi assenyala també la presència de cristians, jueus i àrabs musulmans. Ibn Batuta esmenta Kollam com un dels cinc ports que va visitar al segle xiv.
Els portuguesos van establir una factoria a Thangasseri, al costat de Kollam, que van anomenar Coulão, el 1502, i va esdevenir el centre del comerç de la pebre. En les guerres contra els musulmans l'església de Sant Tomàs que havien fundat fou destruïda; el 1517 van fundar una fortalesa a Thangasseri que també van anomenar Sant Tomàs i que al segle següent fou destruït pels holandesos (se'n conserven les ruïnes), que van construir alguns petits forts les restes dels quals encara es poden veure. L'església portuguesa del Nen Jesús a Thangasseri, del segle xvii, es va conservar fins aproximadament 2003, quan va ser enderrocada per donar pas a l'actual catedral.
Al segle xviii Desinganadu va passar a l'estat de Travancore i el 1795 a poder dels britànics. El 1835 Kollam era capital d'uns de les dues divisions fiscal del principat de Travancore (l'altra era Kottayam). Travancore es va unir a Cochin i es van integrar a l'Índia el 1949 i Kollam va restar una divisió fiscal del nou estat (Travancore-Cochin). El 1956 amb la reorganització administrativa les divisions fiscals van passar a ser districtes i la taluka de Shencottah fou agregada a l'estat de Madras (després Tamil Nadu). El districte va quedar amb una única subdivisió fiscal amb seu a Cutcherry.